# Dias Omarow
Dias Iljasuły Omarow, kaz. Диас Ильясұлы Омаров, ros. Диас Ильясович Омаров, Dias Iljasowicz Omarow (ur. 20 października 1940 w Ałmaty, Kazachska SRR, zm. 5 lipca 2020 tamże) – kazachski piłkarz, grający na pozycji pomocnika lub napastnika, dziennikarz sportowy.

## Kariera piłkarska

### Kariera klubowa
Wychowanek Futbolowej Szkoły Młodzieży Kajrat Ałmaty. Pierwszy trener Gieorgij Kozelko. W 1959 rozpoczął karierę piłkarską w podstawowym składzie Kajratu Ałmaty. W 1966 zakończył karierę piłkarza.
Po zakończeniu kariery piłkarskiej pracował jako dziennikarz sportowy.

## Sukcesy i odznaczenia

### Sukcesy piłkarskie
Kajrat Ałmaty
- wicemistrz II grupy Klasy A ZSRR: 1965

### Odznaczenia
- tytuł Mistrza Sportu ZSRR